# FIBA Europa

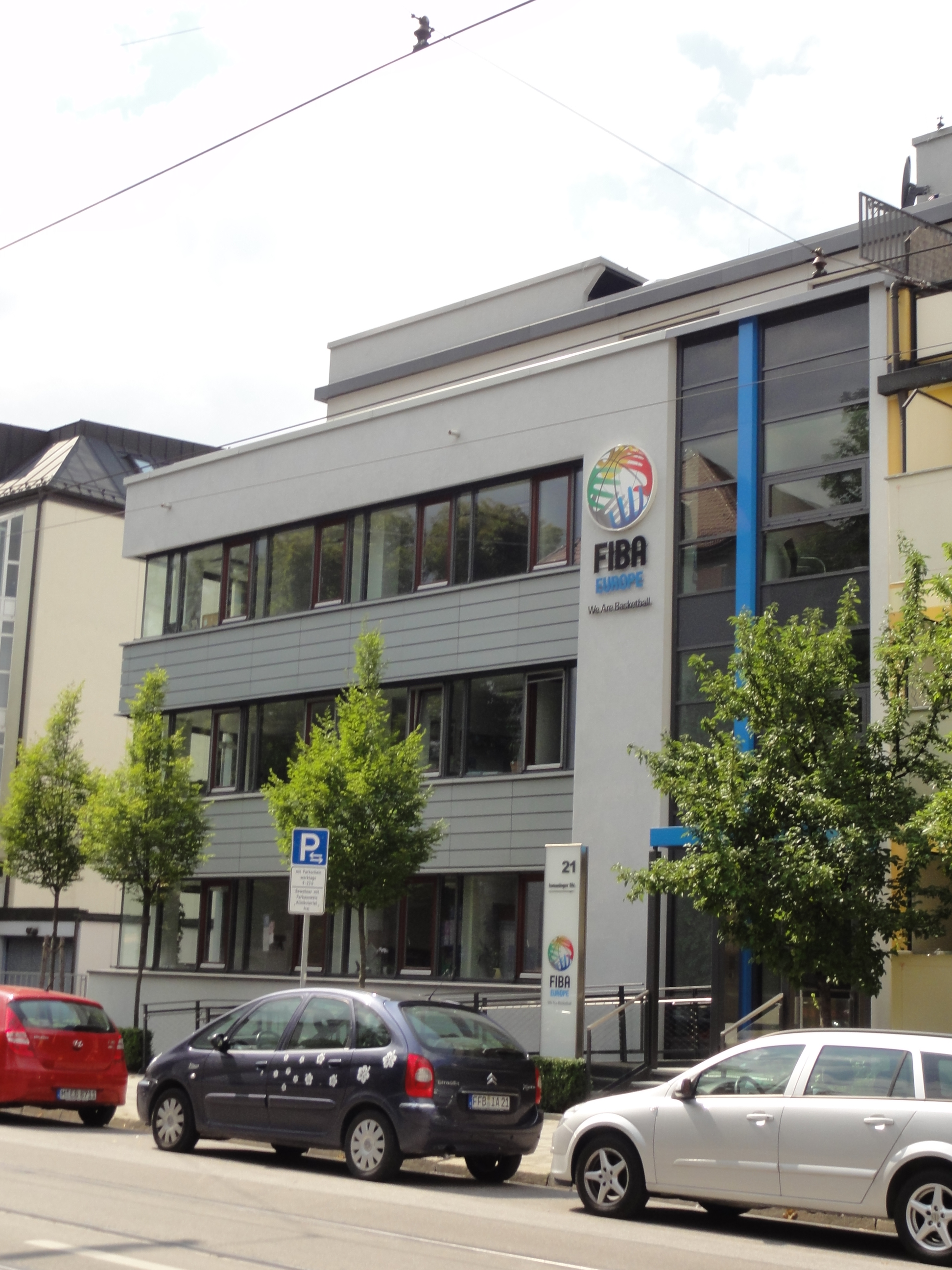
Bürogebäude in München

FIBA Europa (offiziell FIBA Europe) ist eine Zone des Weltbasketballverbandes FIBA mit Sitz in München, die 1957 gegründet wurde und der aktuell 50 Nationalverbände angehören. Ab dem 30. September 2016 haben England, Schottland und Wales ihre FIBA-Mitgliedschaften gekündigt und agieren international als British Basketball Federation.
Die FIBA Europa ist Veranstalter der Basketball-Europameisterschaft für Nationalmannschaften. Für kleine Länder wird die FIBA European Championship for Small Countries durchgeführt. Auf Vereinsebene organisiert FIBA Europe die Basketball Champions League und den FIBA Europe Cup für Männer sowie die EuroLeague Women und den Eurocup Women für Frauen. Außerdem bietet die Organisation unterschiedliche Angebote der beruflichen Weiterbildung für die Athleten an. Darunter fallen Projekte wie "Women in Leadership" oder "Time-Out". Die FIBA Europa fördert damit auch beruflich relevantes Wissen außerhalb der sportlichen Karriere.

## Europäische Basketballverbände und ihre Herren-Nationalmannschaften
| IOC-Code | Land                                        | Verband                                                                                    | FIBA Beitritt | Nationalmannschaft                                 |
| -------- | ------------------------------------------- | ------------------------------------------------------------------------------------------ | ------------- | -------------------------------------------------- |
| ALB      | Albanien                                    | Federata Shqiptare e Basketbollit                                                          | 1947          | Albanien                                           |
| AND      | Andorra                                     | Federació Andorrana de Basquetbol                                                          | 1988          | Andorra                                            |
| ARM      | Armenien                                    | Basketball Federation of Armenia                                                           | 1992          | Armenien                                           |
| AUT      | Österreich                                  | Austrian Basketball Federation                                                             | 1934          | Österreich                                         |
| AZE      | Aserbaidschan                               | Azerbaijan Basketball Federation                                                           | 1994          | Aserbaidschan                                      |
| BLR      | Belarus                                     | Belarusian Basketball Federation                                                           | 1992          | Belarus                                            |
| BEL      | Belgien                                     | Fédération Royale Belge des Sociétés de Basketball                                         | 1932/1933     | Belgien                                            |
| BIH      | Bosnien-Herzegowina                         | Košarkaški savez Bosne i Hercegovine                                                       | 1992          | Bosnien und Herzegowina                            |
| BUL      | Bulgarien                                   | Bulgarischer Basketballbund                                                                | 1935          | Bulgarien                                          |
| CRO      | Kroatien                                    | Hrvatski košarkaški savez                                                                  | 1992          | Kroatien                                           |
| CYP      | Zypern                                      | Cyprus Basketball Federation                                                               | 1974          | Zypern                                             |
| CZE      | Tschechische Republik                       | ČBF                                                                                        | 1932          | Tschechien                                         |
| DEN      | Dänemark                                    | Danmarks Basketball Forbund                                                                | 1951          | Dänemark                                           |
| EST      | Estland                                     | Eesti Korvpalliliit                                                                        | 1991          | Estland                                            |
| FIN      | Finnland                                    | Suomen Koripalloliitto                                                                     | 1939          | Finnland                                           |
| FRA      | Frankreich                                  | Fédération Française de Basketball                                                         | 1933          | Frankreich                                         |
| GEO      | Georgien                                    | Georgischer Basketballverband                                                              | 1992          | Georgien                                           |
| GER      | Deutschland                                 | Deutscher Basketball Bund                                                                  | 1934          | Deutschland                                        |
| GIB      | Gibraltar                                   | Gibraltar Amateur Basketball Association                                                   | 1985          | Gibraltar                                          |
| GBR      | Großbritannien (England, Schottland, Wales) | BBF (Basketball England, Scottish Basketball Association, Basketball Association of Wales) | 2006          | Vereinigtes Königreich ( England Schottland Wales) |
| GRE      | Griechenland                                | EOK                                                                                        | 1936          | Griechenland                                       |
| HUN      | Ungarn                                      | Magyar Kosarlabdázók Országos Szövetsége                                                   | 1935          | Ungarn                                             |
| ISL      | Island                                      | Korfuknattleikssamband Islands                                                             | 1959          | Island                                             |
| IRL      | Irland                                      | Basketball Ireland                                                                         | 1947          | Irland                                             |
| ISR      | Israel                                      | Israelischer Basketballverband                                                             | 1939          | Israel                                             |
| ITA      | Italien                                     | Federazione Italiana Pallacanestro                                                         | 1932          | Italien                                            |
| KOS      | Kosovo                                      | Federata e Basketbollit të Kosovës                                                         | 2015          | Kosovo                                             |
| LAT      | Lettland                                    | LBS                                                                                        | 1992          | Lettland                                           |
| LTU      | Litauen                                     | Lietuvos krepšinio federacija                                                              | 1992          | Litauen                                            |
| LUX      | Luxemburg                                   | Fédération Luxembourgeoise de Basketball                                                   | 1946          | Luxemburg                                          |
| MLT      | Malta                                       | Malta Basketball Association                                                               | 1967          | Malta                                              |
| MDA      | Moldau                                      | Basketball Federation of Moldova                                                           | 1992          | Moldau                                             |
| MON      | Monaco                                      | Fédération monégasque de basket-ball                                                       | 1987          | Monaco                                             |
| MNE      | Montenegro                                  | Košarkaški Savez Crne Gore                                                                 | 2006          | Montenegro                                         |
| NED      | Niederlande                                 | Nederlandse Basketball Bond                                                                | 1946          | Niederlande                                        |
| MKD      | Nordmazedonien                              | KFM                                                                                        | 1993          | Nordmazedonien                                     |
| NOR      | Norwegen                                    | Norwegian Basketball Association                                                           | 1968          | Norwegen                                           |
| POL      | Polen                                       | PZKosz                                                                                     | 1934          | Polen                                              |
| POR      | Portugal                                    | Federação Portuguesa de Basquetebol                                                        | 1932          | Portugal                                           |
| ROU      | Rumänien                                    | Federația Română de Baschet                                                                | 1932          | Rumänien                                           |
| RUS      | Russland                                    | Rossijskaja Federazija Basketbola                                                          | 1947          | Russland                                           |
| SMR      | San Marino                                  | Federazione Sammarinese Pallacanestro                                                      | 1969          | San Marino                                         |
| SRB      | Serbien                                     | Košarkaški savez Srbije                                                                    | 2006          | Serbien                                            |
| SVK      | Slowakei                                    | Slovak Basketball Association                                                              | 1993          | Slowakei                                           |
| SLO      | Slowenien                                   | Košarkarska Zveza Slovenije                                                                | 1992          | Slowenien                                          |
| ESP      | Spanien                                     | Federación Española de Baloncesto                                                          | 1934          | Spanien                                            |
| SWE      | Schweden                                    | Svenska BasketBoll Förbundet (SBBF)                                                        | 1952          | Schweden                                           |
| SUI      | Schweiz                                     | Swiss Basketball                                                                           | 1932          | Schweiz                                            |
| TUR      | Türkei                                      | Türkische Basketball-Föderation                                                            | 1936          | Türkei                                             |
| UKR      | Ukraine                                     | Federazija basketbolu Ukrajiny                                                             | 1992          | Ukraine                                            |

### Ehemalige Länder / Mannschaften
| - Deutsche Demokratische Republik - Jugoslawien - Tschechoslowakei - Sowjetunion |

## Präsidenten
| Zeitraum   | Name                   |
| ---------- | ---------------------- |
| 2002–2010  | George Vassilakopoulos |
| 2010–2013  | Olafur Rafnsson        |
| 2013–2014  | Cyriel Coomas          |
| 2014–2023  | Turgay Demirel         |
| 2023-heute | Jorge Garbajosa        |

## Mitglieder der Führungsgremien

### Liste der FIBA-Europe-Board-Mitglieder

#### Periode 2023 bis 2027
| Funktion                  | Name                  | Land / Verband |
| ------------------------- | --------------------- | -------------- |
| Vorsitzender              | Jorge Garbajosa       | Spanien        |
| Executive Director Europe | Kamil Novák           | Tschechien     |
| Schatzmeister             | Grzegorz Bachanski    | Polen          |
| Mitglied                  | Elisa Aguilar Lopez   | Spanien        |
| Mitglied                  | Athos Antoniou        | Zypern         |
| Mitglied                  | Maurizio Bertea       | Italien        |
| Mitglied                  | Hüseyin Beşok         | Türkei         |
| Mitglied                  | Ivan Bodrogvary       | Ungarn         |
| Mitglied                  | Wolfgang Brenscheidt  | Deutschland    |
| Mitglied                  | Elisabeth Egnell      | Schweden       |
| Mitglied                  | Matej Erjavec         | Slowenien      |
| Mitglied                  | Manuel Fernandes      | Portugal       |
| Mitglied                  | Arben Fetahu          | Kosovo         |
| Mitglied                  | Stefan Garaleas       | Belgien        |
| Mitglied                  | Georgi Glushkov       | Bulgarien      |
| Mitglied                  | John Goncalves        | Gibraltar      |
| Mitglied                  | Amiram Halevy         | Israel         |
| Mitglied                  | Maarten Hoffer        | Niederlande    |
| Mitglied                  | Hannes Jónsson        | Island         |
| Mitglied                  | Michal Konecny        | Tschechien     |
| Mitglied                  | Keio Kuhi             | Estland        |
| Mitglied                  | Bernard O’Byrne       | Irland         |
| Mitglied                  | Giancarlo Sergi       | Schweiz        |
| Mitglied                  | Edgars Sneps          | Lettland       |
| Mitglied                  | Carmen Tocala         | Rumänien       |
| Mitglied                  | Asterios Zois         | Griechenland   |
| Kooptiertes Mitglied      | Darius Gudelis        | Litauen        |
| Kooptiertes Mitglied      | Tomas van den Spiegel | Belgien        |
| Mitglied von Amts wegen   | Saud Ali Al-Thani     | Katar          |
| Mitglied von Amts wegen   | Andreas Zagklis       | Griechenland   |
| Mitglied von Amts wegen   | Ingo Weiß             | Deutschland    |

### Liste der FIBA-Europe-Executive-Committee-Mitglieder

#### Periode 2023 bis 2027
| Funktion                | Name                  | Land / Verband | Belege |
| ----------------------- | --------------------- | -------------- | ------ |
| Vorsitzender            | Jorge Garbajosa       | Spanien        | [ 4 ]  |
| Schatzmeister           | Grzegorz Bachanski    | Polen          | [ 4 ]  |
| Mitglied                | Maurizio Bertea       | Italien        | [ 4 ]  |
| Mitglied                | Hüseyin Beşok         | Türkei         | [ 4 ]  |
| Mitglied                | Matej Erjavec         | Slowenien      | [ 4 ]  |
| Mitglied                | Hannes Jónsson        | Island         | [ 4 ]  |
| Mitglied                | Edgars Sneps          | Lettland       | [ 4 ]  |
| Mitglied                | Carmen Tocala         | Rumänien       | [ 4 ]  |
| Mitglied                | Asterios Zois         | Griechenland   | [ 4 ]  |
| Kooptiertes Mitglied    | Tomas van den Spiegel | Belgien        | [ 4 ]  |
| Mitglied von Amts wegen | Andreas Zagklis       | Griechenland   | [ 4 ]  |

## Wettbewerbe

### Für Nationalmannschaften
- Basketball-Europameisterschaft
- Basketball-Europameisterschaft der Damen

### Für Vereine
Herren:
- Basketball Champions League
- FIBA Europe Cup

Damen:
- Euroleague Women
- Eurocup Women